# Pays de Berg

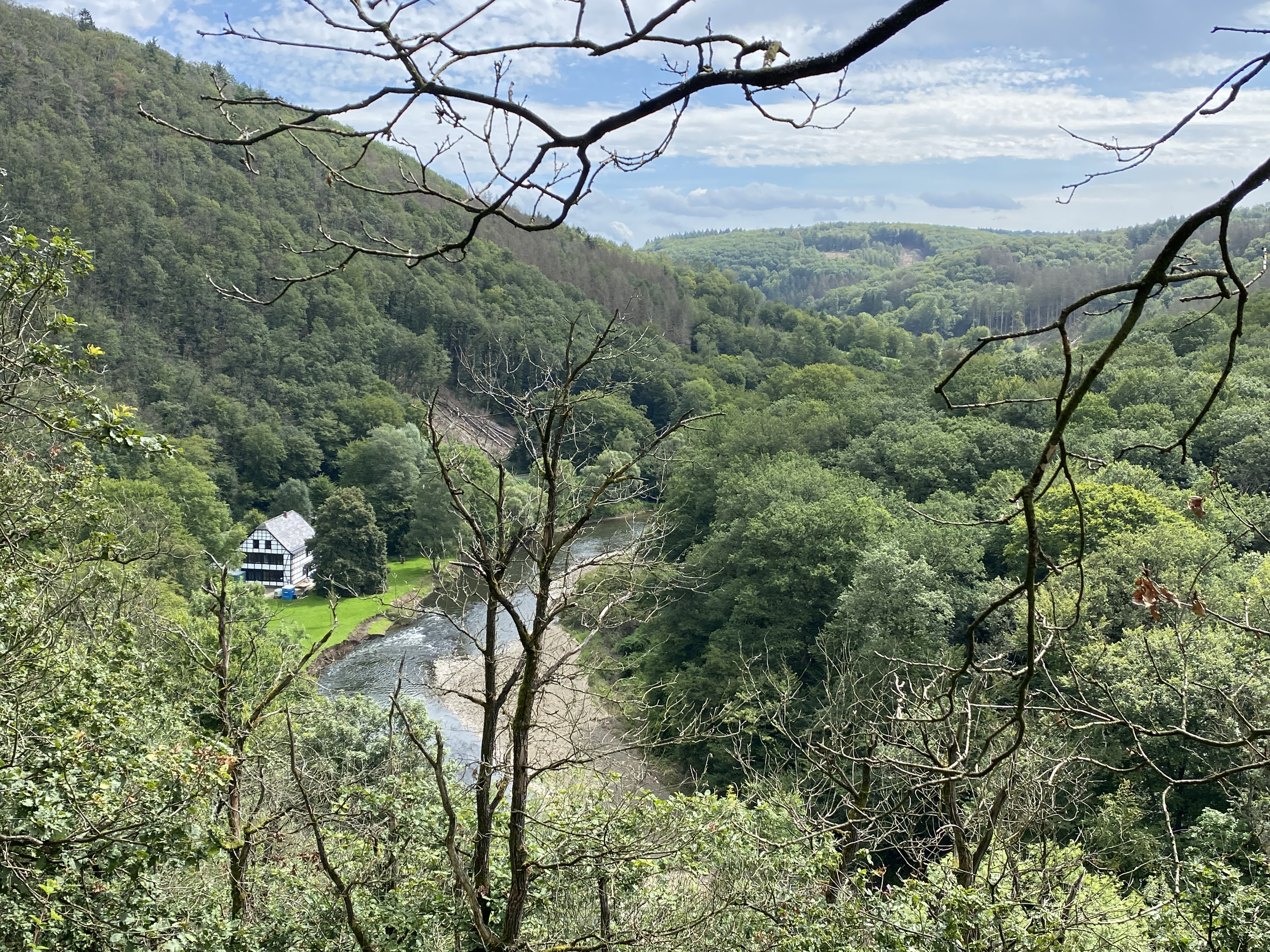
Balkhausener Kotten (Solingen).

Le pays de Berg (Bergisches Land) est une région historique de la Rhénanie-du-Nord-Westphalie en Allemagne. C'était autrefois le duché de Berg. Les villes de Remscheid, Solingen et Wuppertal en font partie.